# فيلكاو-هاسلاو
فيلكاو-هاسلاو (بالألمانية: Wilkau-Haßlau) هي بلدة ألمانية تقع في ساكسونيا في ألمانيا. يقدر عدد سكانها بـ 11,595 نسمة .

## المدن التوأمة
مدن غريزهايم، بار لو دوك و Gyönk هي مدن توأمة لفيلكاو-هاسلاو.